# Palazzo in via Pallonetto di Santa Chiara 15
Il palazzo in via Pallonetto di Santa Chiara è un palazzo monumentale di Napoli, ubicato nella omonima via al civico 15.
L'edificio, di origini cinquecentesche, fu completamente rifatto nel XVIII secolo, mentre nel XX secolo fu trasformato in condominio con l'aggiunta dell'ascensore che ha snaturato la volumetria dell'androne.
La facciata, molto semplice, è caratterizzata dalla esedra che serviva per il giro delle carrozze; è di gusto sanfeliciano. Dall'esedra si accede all'androne attraverso il portale poligonale affiancato da due porte laterali in piperno. Il cortile è molto piccolo.